# Monthelon (Marne)
Monthelon település Franciaországban, Marne megyében. Lakosainak száma 346 fő (2022. január 1.). Monthelon Pierry, Chavot-Courcourt, Cuis, Mancy, Morangis és Moussy községekkel határos.

## Népesség
A település népességének változása:
| Lakosok száma | 462  | 403  | 367  | 337  | 355  | 352  | 353  | 348  | 347  | 346  |
|               | 1968 | 1982 | 1990 | 2006 | 2013 | 2015 | 2017 | 2019 | 2020 | 2022 |